# Ottavio Bettoli

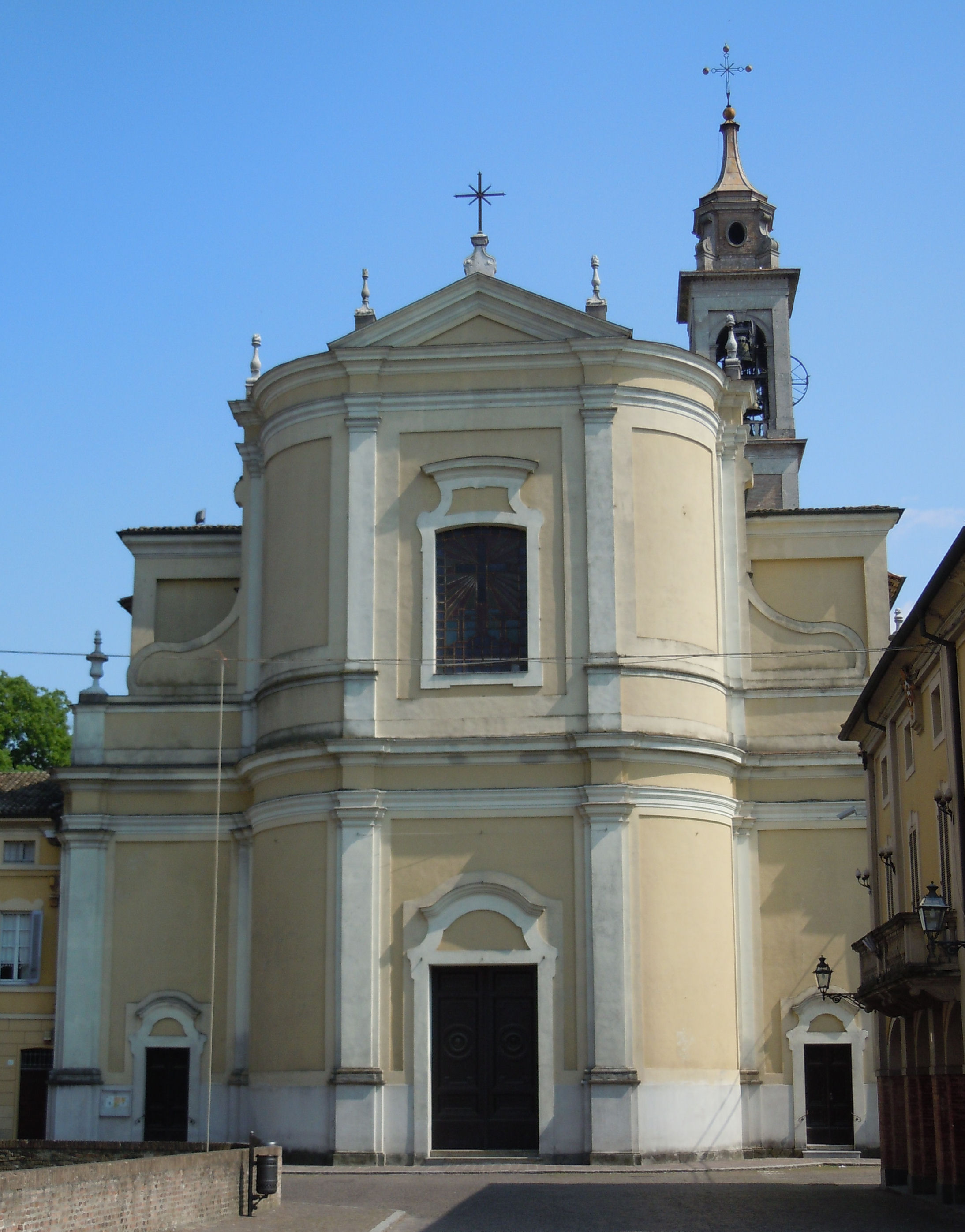
Chiesa di San Giacomo a Soragna

Ottavio Bettoli (Parma, ... – Parma, 1769) è stato un architetto italiano.

## Biografia
Operò come architetto e capomastro alla realizzazione di diversi edifici e chiese di Parma e provincia, firmandosi 'detto Trivelini'.
Nacque in una famiglia di mastri muratori e architetti molto attiva nella città emiliana tra il '700 e l'800.
Tra le realizzazioni del Bettoli si annoverano diverse chiese della città di Parma e della Bassa parmense. 
A lui si deve la realizzazione dell'ampliamento della chiesa delle monache teresiane di Parma su progetto di Antonio Maria Bettoli. Progettò la chiesa parrocchiale di Trecasali, i cui lavori furono eseguiti sotto la direzione di Giovanni Battista Bettoli e terminarono tra il 1766 e il 1767. 
Su disegno di Ottavio Bettoli vennero realizzate la chiesa parrocchiale di San Giacomo di Soragna dalla caratteristica facciata convessa tra il 1753 e il 1769 e il rifacimento della facciata della chiesa di san Benedetto di Priorato di Fontanellato nel 1751. Gli vengono attribuite anche la progettazione della chiesa di Santa Maria Annunziata di Mezzano Rondani e della chiesa di San Paolino di Casalfoschino di Sissa. A Ottavio e al fratello Giambattista nel 1759 vennero affidati i lavori per portare a termine la  chiesa di Sant'Antonio Abate a Parma. La riedificazione della chiesa di San Donnino di Panocchia effettuata tra il 1751 e il 1771 fu affidata ad un architetto Bettoli, non è chiaro se si trattasse di Ottavio o Luigi.